# 비교유전체학

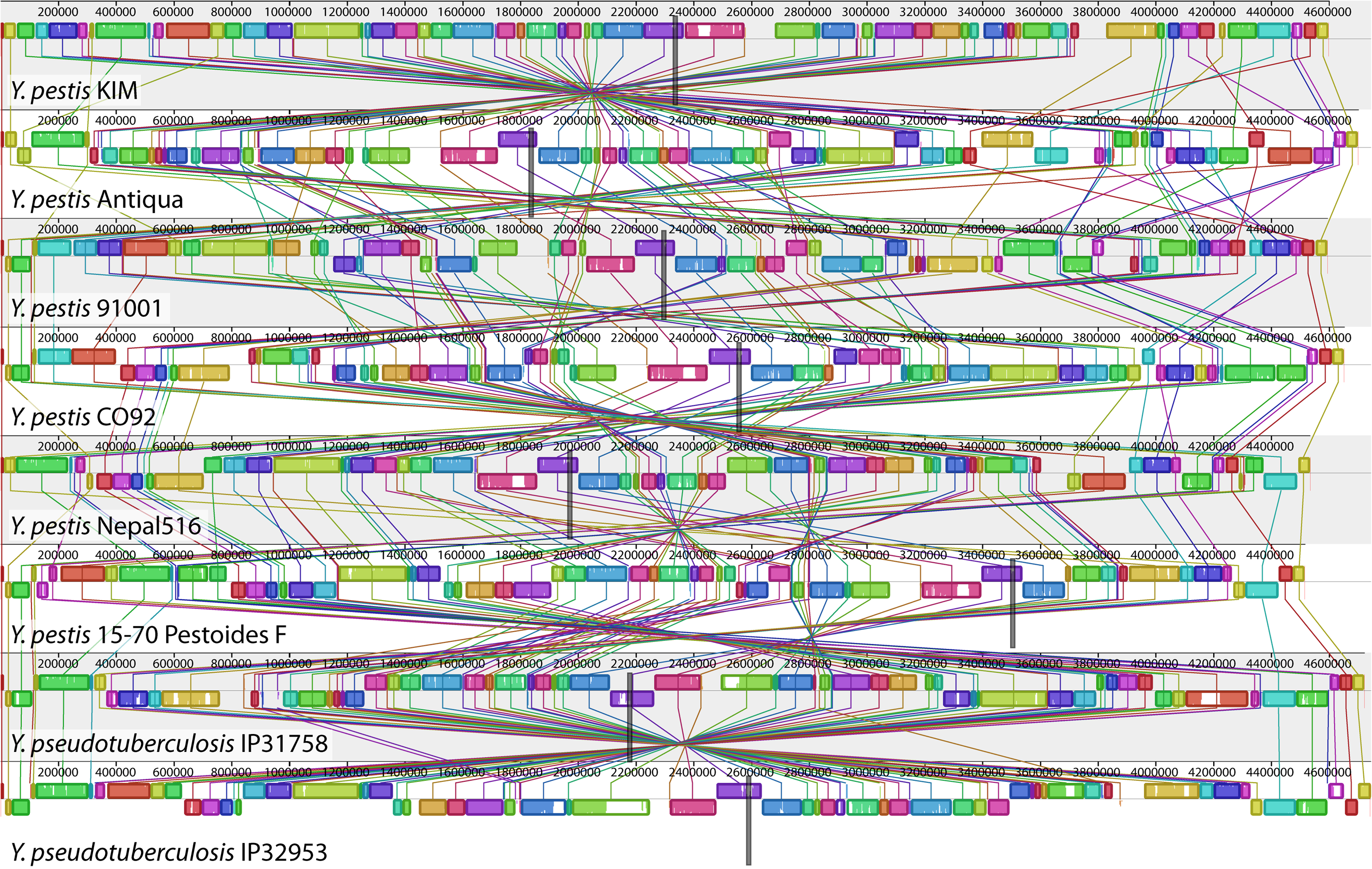

비교유전체학이란 인간 유전체 연구를 위해서 여러 생물종을 모델로 이용하여 인체 생명현상 및 질환을 연구하는 것을 말한다. 미생물이나 초파리 및 생쥐에서 인체 질환 모델을 분석하고 유전체의 변화를 비교 연구하거나 다른 생물의 변이형을 이용하여 인간 생명현상을 연구할 수 있다. 유전체 염기서열을 분석하거나 단백질, 구조 및 대사산물의 비교 연구를 통하여 각 생명체간의 진화학적 비교연구와 질환연구의 능력을 배양한다. 또한 사람들마다 유전체 염기서열간에 차이가 있고 이는 개인의 차이와 질병 감수성, 약물 반응성 등에 차이를 가져올 수 있다. 일염기다형성(Single nucleotide polymorphism)의 연구를 통하여 인간 다양성을 연구할 수 있고 어떻게 질환 발생에 영향을 주는지 알 수 있다. 이와 같은 비교유전체학 연구분야의 최신 지견과 연구방법을 숙지함으로써 생명정보를 활용하는 능력을 배양한다.

## 같이 보기
- 기능유전체학